# Teatro Bellini (Palerme)
Pour les articles homonymes, voir Teatro Massimo Vincenzo Bellini et Teatro Bellini (Naples).

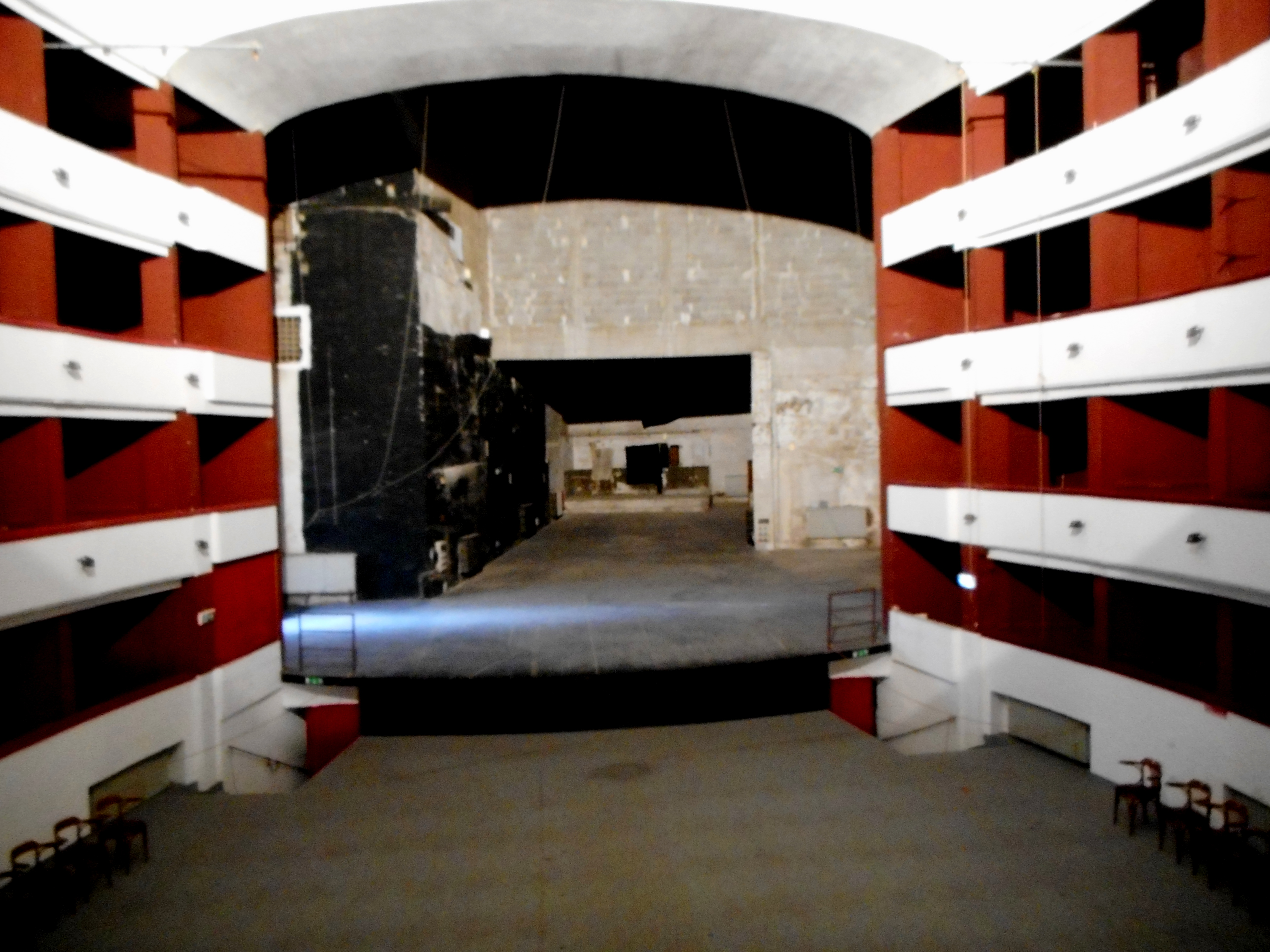
Intérieur du théâtre.

Le Real Teatro Bellini ou Regio Teatro Carolino est un théâtre de Palerme, en Italie (Sicile) construit en 1726.

## Histoire
L'ancien théâtre des marquis de Santa Lucia est rénové en 1809 et rebaptisé Real Teatro Carolino en l'honneur de la reine de Sicile. Il possédait alors cinq étages de loges, d'où l'on pouvait se montrer et admirer les chanteurs les plus célèbres et les meilleurs danseurs de la fin du règne des Bourbons.
En 1848, le théâtre est nommé d'après le célèbre compositeur de Catane Vincenzo Bellini. À partir de 1907, le théâtre continue de fonctionner pour des spectacles de variétés. Le théâtre est également réquisitionné par l'armée américaine en 1943 lors de l'opération Husky et utilisé comme cinéma pour les soldats. Déjà avant la guerre, et jusqu'au début des années 1960, le théâtre était utilisé comme cinéma.

### Premières
Le 7 janvier 1826, Alahor in Granata de Gaetano Donizetti est créé avec le chanteur d'opéra Antonio Tamburini.